# ロシア連邦憲法
ロシア連邦憲法（ロシアれんぽうけんぽう、ロシア語: Конституция Российской Федерации; ラテン文字転写の例：Konstitutsiya Rossiyskoy Federatsii）は、ロシア連邦の憲法である。

## 概要
ロシアの立憲主義の出発点は1905年のロシア第一革命である。1917年の2月革命、10月革命を経て、1918年にロシア共和国憲法制定、1922年にソビエト連邦が成立し、以後1925年憲法、1937年憲法、1978年憲法の順に変容した。現行の憲法は1978年制定の憲法に次いで、1993年、体制転換に伴い制定された新憲法である。
1990年6月、第1回ロシア人民代議員大会は憲法委員会を設置し、草案の作成作業が始まる。同月、国家主権宣言を採択。同月、ロシア共産党の「指導的役割」条項の削除。12月、私的所有が容認される。
1991年5月、大統領制が採用される。7月、憲法裁判所を設置。8月、ソビエト連邦指導部保守派による8月クーデターが失敗、新憲法の脱ソビエト化と脱社会主義化が加速。11月、人権宣言を採択。
1992年3月、ロシア連邦条約締結。同月、各級地方行政府および行政長制度を採用。4月、ロシア連邦条約と人権宣言を憲法に編入。人権と基本的自由については原則国際人権規約に忠実に自由権と社会権が保障され、その第17条は国際法の規範に従い、世界的に承認された人権と自由の保障を明記し、第55条は連邦憲法の人権に関する規定が、世界的に承認された人権と自由を拒否或いは逸脱することを禁じている。同月、権力分立制を採用。
1993年5月、大統領令により憲法協議会が設置される。
1993年7月、憲法協議会は憲法草案を公表。
1993年9月21日の大統領令を発端とした10月4日の議会鎮圧により、新憲法制定作業の主導権が議会から大統領に移る。
1993年11月10日、憲法協議会は最終草案を公表。
1993年12月12日、国民投票実施（投票率54.8%、賛成58.4%、反対41.6%）、ロシア連邦憲法が制定された。

### 憲法改正

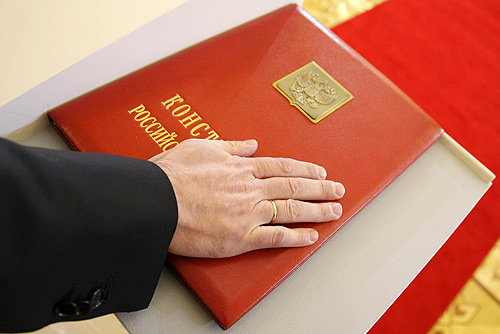
憲法と、大統領就任宣誓するドミートリー・メドヴェージェフの手。2008年5月7日。

1993年の制定以後、連邦構成主体、大統領任期の延長、連邦議会議員任期延長、下院に対する政府の年次活動報告義務、クリミア併合に対応した憲法改正がなされた。
また、2020年には以下のような現政権維持、愛国主義、保守主義を柱とした大幅な憲法改正がなされ、注目された。
- 最長で2期12年間と定める大統領任期について、現職や大統領経験者の過去の任期は数えないとした。これにより現職大統領のウラジーミル・プーチンと元大統領のドミートリー・メドヴェージェフ（2008年〜2012年在任）はプーチンの4期目の任期満了となる2024年にそれまでの任期が一旦リセットされてそこから最長で12年、2036年まで現職に留まることが可能になり、主に現職大統領であるプーチンの任期延長として注目された。
- 隣接国との国境画定を除いて領土割譲に向けた行為や呼び掛けを禁止した。2014年に併合したものの国際社会がウクライナに主権があるとするクリミア半島のウクライナ返還を拒否する姿勢を鮮明にしたものであり、日本当局が返還を求めている北方領土問題に関しても隣接国との国境画定の解釈を含めて注目されるが、ロシアの政界や社会が憲法の領土割譲禁止条項を盾に北方領土返還に反対する意見が出ている。
- 大統領は在職中だけでなく退任後も刑事責任や行政責任を問われず、当局による尋問や捜索等から免責特権が規定され、本人が望めば終身上院議員になることができる。ただし、国家反逆罪などの重大な罪に問われた場合も、免責特権の剥奪には最高裁の承認や上下両院の3分の2以上の賛成などが必要としている。またロシア憲法と矛盾する国際機関決定の不履行が明記され、国際法より憲法が優越することが明記された。
- 在外同胞権利保護、歴史的団結、神への信仰、祖国防衛者の追悼、歴史的真実の保護、子どもの愛国心、公民意識、年長者敬意の育成等の愛国主義的、保守的な価値観を強調する文言が規定された。
- 結婚を「男性と女性の結びつき」とし、政府の職務に「家族の支援、強化および保護、家族の伝統的価値観の保全」を追加し、同性婚を否定する内容となった。
- 最低賃金保障や年金支給額の定期的見直しの義務化など国民生活に直結する条項が規定された。

2022年10月6日には「特別軍事作戦」と称する、ウクライナに対する侵略戦争によって占領したウクライナ東部・南部の4州の一方的併合に対応した改正憲法が発効した。